# Bunkeflostrand
Bunkeflostrand est une localité suédoise sur l'Öresund, près de Malmö. Le club de football local, Bunkeflo IF, évoluera en Superettan (deuxième division suédoise) en 2007.